# Leipzigs voetbalkampioenschap 1939/40
In 1939/40 werd het zevende Leipzigs voetbalkampioenschap gespeeld. De competitie werd verdeeld over twee reeksen. Wacker Leipzig werd kampioen en promoveerde via de eindronde naar de Gauliga Sachsen.

## Bezirksklasse

### Groep 1
| Plaats | Club                         | Wed. | Saldo | Ptn. |
| ------ | ---------------------------- | ---- | ----- | ---- |
| 1.     | SC Wacker 1895 Leipzig       | 10   | 50:12 | 18:2 |
| 2.     | FC Sportfreunde Markranstädt | 10   | 42:22 | 15:5 |
| 3.     | SVgg 1910 Leipzig            | 10   | 24:23 | 11:9 |
| 4.     | SV Tapfer 06 Leipzig         | 10   | 26:49 | 8:12 |
| 5.     | SV Helios 02 Leipzig         | 10   | 30:38 | 6:14 |
| 6.     | SV Viktoria 03 Leipzig       | 10   | 21:49 | 2:18 |

|  | Geplaatst voor finale |
|  | Degradatie            |

### Groep 2
| Plaats | Club                         | Wed. | Saldo | Ptn. |
| ------ | ---------------------------- | ---- | ----- | ---- |
| 1.     | VfTuB 1905 Leipzig           | 10   | 45:15 | 16:4 |
| 2.     | SpVgg 1899 Leipzig           | 10   | 39:16 | 15:5 |
| 3.     | VfB Zwenkau 02               | 10   | 33:27 | 11:9 |
| 4.     | FC Sportfreunde 1900 Leipzig | 10   | 24:38 | 8:12 |
| 5.     | SV Eintracht 04 Leipzig      | 10   | 18:29 | 5:15 |
| 6.     | Sportfreunde Neukieritzsch   | 10   | 15:49 | 5:15 |

### Finale
Heen
|  |                        |       |                    |  |
|  | SC Wacker 1895 Leipzig | 1 – 2 | VfTuB 1905 Leipzig |  |
|  |                        |       |                    |  |

Terug
|  |                    |       |                        |  |
|  | VfTuB 1905 Leipzig | 2 – 5 | SC Wacker 1895 Leipzig |  |
|  |                    |       |                        |  |

## Kreisklasse
Het is niet bekend of de drie groepswinnaars elkaar nog bekampten voor de promotie.

### Groep 1
| Plaats | Club                           | Wed. | Saldo | Ptn.  |
| ------ | ------------------------------ | ---- | ----- | ----- |
| 1.     | Leipziger BC 1893              | 20   | 82:24 | 34:6  |
| 2.     | TV Holzhausen                  | 20   | 64:49 | 25:15 |
| 3.     | TSG Taucha                     | 20   | 59:37 | 23:17 |
| 4.     | VfL Olympia 1896 Leipzig       | 20   | 59:40 | 23:17 |
| 5.     | Saxonia Böhlitz-Ehrenberg      | 20   | 55:52 | 22:18 |
| 6.     | SC Marathon Westens 06 Leipzig | 20   | 48:51 | 22:18 |
| 7.     | SV Corso 02 Leipzig            | 20   | 60:44 | 20:20 |
| 8.     | Olympia Schleußig              | 20   | 44:60 | 18:22 |
| 9.     | Vf Rasensport Leipzig          | 20   | 47:82 | 13:27 |
| 10.    | VfL Markranstädt               | 20   | 31:64 | 10:30 |
| 11.    | BC Arminia 03 Leipzig          | 20   | 29:70 | 10:30 |

|  | Promotie   |
|  | Degradatie |

### Groep 2
| Plaats | Club                  | Wed. | Saldo  | Ptn.  |
| ------ | --------------------- | ---- | ------ | ----- |
| 1.     | FC Eythra             | 18   | 92:26  | 30:6  |
| 2.     | BV Pegau 03           | 18   | 89:29  | 29:7  |
| 3.     | TSG Großzschocher     | 18   | 87:38  | 27:9  |
| 4.     | SV Meier u. Weichelt  | 18   | 68:31  | 24:12 |
| 5.     | Eintracht Großdeuben  | 18   | 57:63  | 21:15 |
| 6.     | ATV Knautkleeberg     | 18   | 41:61  | 16:20 |
| 7.     | TSG Jahn Markkleeberg | 18   | 63:66  | 12:24 |
| 8.     | TV Germania Zwenkau   | 18   | 38:71  | 11:25 |
| 9.     | SV Groitzsch          | 18   | 23:82  | 4:32  |
| 10.    | TSG Knauthain         | 18   | 32:128 | 4:32  |

### Groep 3
| Plaats | Club                    | Wed. | Saldo | Ptn. |
| ------ | ----------------------- | ---- | ----- | ---- |
| 1.     | MTV Wurzen              | 10   | 67:9  | 18:2 |
| 2.     | FC Wettin Wurzen        | 10   | 78:19 | 16:4 |
| 3.     | SV Oschatz              | 10   | 13:29 | 9:11 |
| 4.     | Turngemeinde Engelsdorf | 10   | 11:18 | 8:12 |
| 5.     | SV Großzschepa          | 10   | 8:68  | 5:15 |

|  | Promotie   |
|  | Degradatie |